# الطاقات شبه النمطية
تستخدم الطاقات شبه النمطية لتقييم محتوى طاقة النظام الميكانيكي القريب من ترددات الرنين. وتم تعريفها على أنها المكملة لدالة استجابة التردد داخل عرض النطاق الترددي المحدد حول الرنين.